# 丸山明日果
丸山 明日果（まるやま　あすか、1974年 - ）は、日本の女優、ノンフィクション作家。

## 経歴
1974年、東京都に生まれる。1999年に映画『第七官界彷徨　尾崎翠を探して』に出演。2002年に、歌声喫茶「灯」の創立メンバーだった母親の若き日を描いた『歌声喫茶「灯」の青春』を出版した。

## 出演
映画
- 『第七官界彷徨　尾崎翠を探して』（1999年）
- 『ヴァンパイア・ストーリーズ BROTHERS』（2011年）

## 著書
- 『歌声喫茶「灯」の青春』（集英社新書、2002年）ISBN 978-4087201666